# Stephanie (piosenkarka)
Stephanie (jap. ステファニー), właśc. Stephanie Nonoshita Topalian (ur. 5 sierpnia 1987 roku w Los Angeles) – japońsko-ormiańska piosenkarka i aktorka pochodzenia amerykańskiego, reprezentantka Armenii w 60. Konkursie Piosenki Eurowizji w 2015 roku jako członkini zespołu Genealogy.

## Dzieciństwo i edukacja
Stephanie Nonoshita Topalian urodziła się w Los Angeles jako córka Japonki i Ormianina. Jej pradziadek ze strony ojca pochodził z Francji, zaś jej prababcia Koharik Mikaelian Topalian urodziła się w Libanie. Para przeprowadziła się z Libanu do Stanów Zjednoczonych, gdzie zamieszkała w Wisconsin.
Stephanie ukończyła studia na Uniwersytecie Prawniczym w Gakuin oraz biegle mówi po angielsku i japońsku.

## Kariera
Stephanie zaczęła profesjonalnie śpiewać w wieku trzynastu lat, kiedy przeprowadziła się z rodziną do Japonii. Jako czternastolatka wysłała swoje pierwsze nagrania do kilka producentów muzycznych i otrzymała odpowiedź od Joe Rinoie’a. W 2007 roku otrzymała „Nagrodę dla najlepszego debiutanta” podczas gali wręczenia 49. Japońskich Nagród Muzycznych.
Pod koniec maja tego samego roku ukazał się jej debiutancki singiel „Kimi ga Iru Kagiri” (jap. 君がいる限り), pod koniec sierpnia utwór „Because of You”, a w połowie grudnia – piosenka „Winter Gold”. W styczniu 2008 roku piosenkarka wydała swój czwarty singiel – „Friends” (jap. フレンズ), który został wykorzystany w napisach końcowych filmu anime pt. Kidō Senshi Gundam 00. W marcu ukazała się jej debiutancka płyta studyjna zatytułowana Stephanie, która została wydana pod szyldem wytwórni Sony Music Japan. Pod koniec lipca artystka opublikowała piąty singiel, którym została piosenka „Changin’” wykorzystana w napisach końcowych filmu anime D.Gray-man.

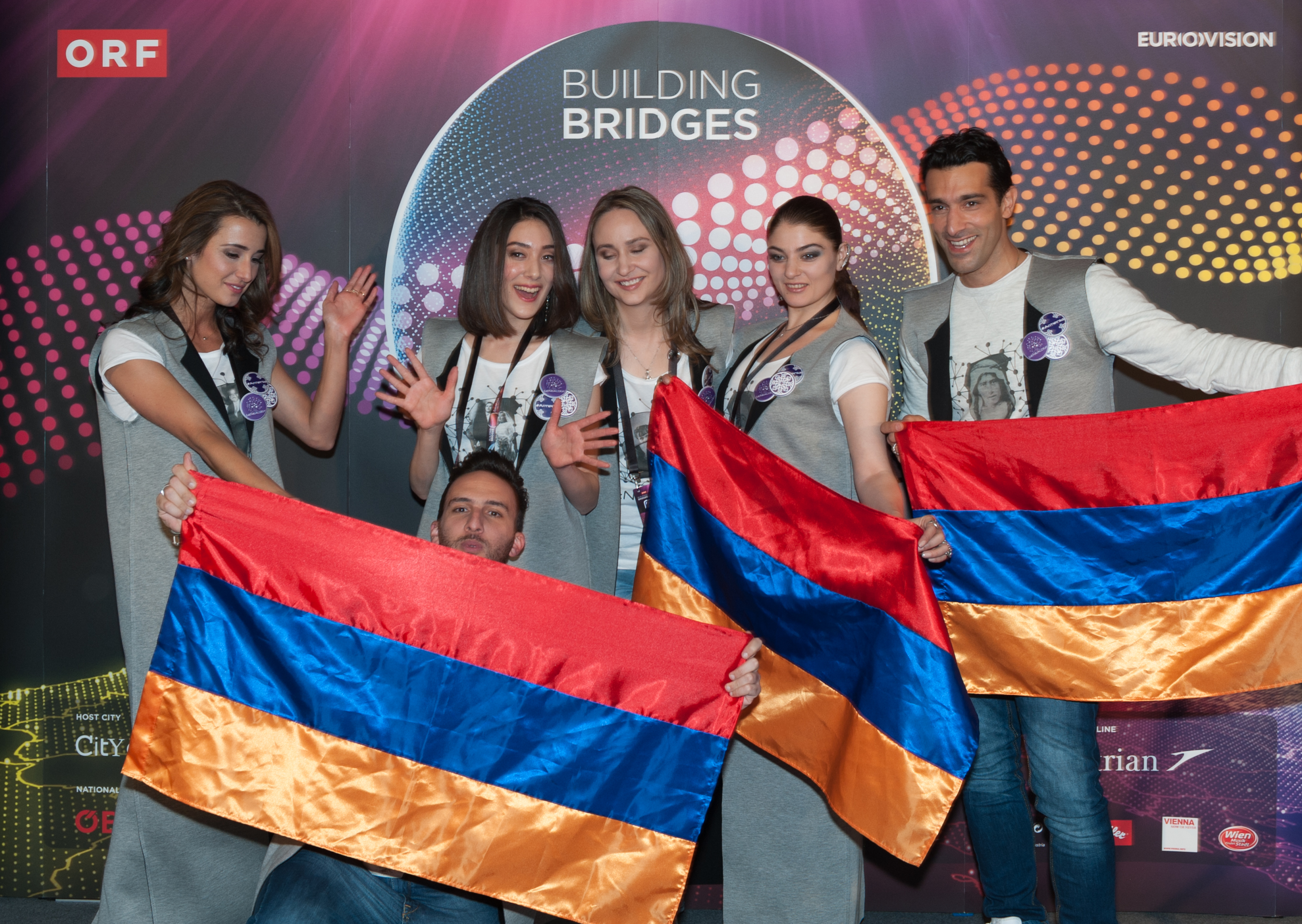
Zespół Genealogy podczas 60. Konkursu Piosenki Eurowizji w 2015 roku

W 2009 roku Stephanie zadebiutowała jako aktorka, kiedy to zagrała w filmie Pride postać protagonistki Shio Asami. Na potrzeby produkcji nagrała również piosenkę przewodnią „Pride ~A Part of Me~”. W tym samym roku zagrała w krótkometrażowym filmie pt. It’s All Good. Pod koniec kwietnia wydała singiel „Future”, który pojawił się na jej drugiej płycie studyjnej zatytułowanej Colors of My Voice mającej swoją premierę w czerwcu tego samego roku.
W marcu 2015 roku Stephanie została ogłoszona jednym z członków zespołu Genealogy reprezentującego Armenię w 60. Konkursie Piosenki Eurowizji organizowanym w Wiedniu. Grupa złożona została z sześciu wykonawców mających ormiańskie pochodzenie, z czego każdy wokalista reprezentował kontynent, w którym mieszka na co dzień – Stephanie reprezentowała Azję. Zespół nagrał razem utwór „Face the Shadow” i 19 maja zaprezentował go jako drugi w kolejności w pierwszym półfinale i zakwalifikował się do finału, w którym zajął ostatecznie szesnaste miejsce z 34 punktami na koncie.
W czerwcu tego samego roku premierę miał utwór „The Otherside”, który Stephanie nagrała we współpracy z innymi uczestniczkami Konkursu Piosenki Eurowizji, tj. Tamar Kaprelian (reprezentującą Armenię), Marią Eleną Kiriaku (Grecję), Elhaidą Dani (Albanię, Eliną Born (Estonię).

## Dyskografia

### Albumy studyjne
- Stephanie (jap. ステファニー) (2008)
- Colors of My Voice (2009)

## Filmografia
- 2009 – Pride jako Shio Asami